# Neil Mosley
Neil Mosley (* 28. August 1969) ist ein englischer Snookerspieler.

## Karriere
Mosley gewann 1993 die zweite Ausgabe der EBSA-Snookereuropameisterschaft mit einem 8:6-Sieg über den Finnen Robin Hull. Durch diesen Sieg konnte Mosley sich für die Snooker-Saison 1993/94 qualifizieren.
Während seines vier Saisons andauernden Aufenthalts auf der Snooker Main Tour konnte er nur wenige Partien gewinnen. Einer seiner größten Erfolge waren die International Open 1995. Durch Siege über Mark Whatley, Lee Marney und Lee Richardson konnte er sich für die Qualifikation qualifizieren. Dort konnte er Joe Delaney und Eddie Charlton besiegen, ehe er gegen den späteren Halbfinalisten John Parrott ausschied.
Zum Ende der Snooker-Saison 1996/97 lag er auf Platz 182 der Snookerweltrangliste, sodass er die Main Tour verlassen musste.